# Poptávka
Poptávka (značí se D, z anglického demand) je fenomén, který vyjadřuje závislost mezi množstvím zboží, které je kupující ochoten koupit, a cenou, jakou je ochoten za zboží zaplatit v určitý čas na určitém místě. Graficky ho značí křivka.
V rámci ekonomické teorie je důležité od sebe oddělit potenciální (latentní) poptávku a poptávku efektivní (koupěschopnou):
- Potenciální poptávka představuje přání lidí ohledně poptávaného množství při různých cenách, avšak tato přání nemusí být vždy naplněna kvůli nedostatečnému množství peněz.
- Efektivní poptávku tvoří přání podepřená příslušným množstvím peněz. Zpravidla tu reálně dochází ke koupi zamýšleného množství statků. Proto ekonomové berou v úvahu jen efektivní poptávku, při níž jsou lidé limitováni rozpočtovým omezením, jako obecně známou „poptávku“, která vykazuje projevy chování zákazníků na trhu.

## Zákon klesající poptávky
Zákon klesající poptávky vyjadřuje, že s růstem ceny poptávané množství klesá za podmínky ceteris paribus. Poptávka tedy zobrazuje negativní závislost mezi cenou a poptávaným množstvím. Když cena klesá, zboží se stává levnějším, a tak pro spotřebitele atraktivnějším. Nižší cena dává poptávajícímu možnost při nezměněném rozpočtovém omezení koupit si větší množství statku. 

## Elasticita poptávky
- Elastická poptávka (pružná), která výrazně a rychle reaguje na změny cen (obvykle postradatelné a snadno nahraditelné zboží),
- Neelastická poptávka (nepružná), která na změny cen reaguje pomalu a omezeně (obvykle jde o zboží a služby, bez nichž se nejde obejít a které nejde dost dobře nahradit, jako je pitná voda či sůl).
- Speciální variantou je jednotkově elastická poptávka, kdy poptávané množství klesne (či vzroste) přesně o tolik procent, o kolik vzrostla (či klesla) cena daného zboží či služby.[1]

## Poptávková křivka

Křivka poptávky (D) s křivkou nabídky (S) a optimem

Poptávka se graficky znázorňuje pomocí poptávkové křivky v dvojrozměrném grafu, který na vertikální ose zachycuje ceny a na horizontální ose množství. Ze zákona klesající poptávky vyplývá klesající tvar křivky poptávky. Ve zjednodušené podobě bývá poptávková křivka zakreslena jako klesající přímka, poptávková křivka je však správně konvexní.

## Determinanty poptávky
Mnoho faktorů a okolností ovlivňuje zákazníkovu vůli či schopnost koupit výrobek či službu. Mezi nejběžnější faktory patří:
- Vlastní cena výrobku: Vztah mezi cenou produktu a množstvím produktu, které jsou zákazníci ochotni koupit za danou cenu je takový, že čím je vyšší cena, tím méně kusů daného výrobku jsou zákazníci ochotni koupit.
- Cena příbuzných statků: Mezi příbuzné statky řadíme substituty a komplementy. Pokud roste cena komplementu, klesá poptávané množství vlastního výrobku. Naopak pokud roste cena substitutu, poptávané množství vlastního výrobku roste.
- Disponibilní důchod kupujících: Obecně, pokud disponibilní důchod kupujících roste, roste i poptávané množství výrobku (avšak u méněcenného či podřadného statku je to naopak).
- Chutě a preference kupujících: Jde o obtížně podchytitelný faktor, který mívá na poptávku velký vliv. Například pokud celebrita doporučí nový produkt, poptávka po něm vzroste. Na druhou stranu, pokud vyjde nová studie o škodlivosti nějaké látky na zdraví člověka, poptávka po výrobku obsahujícím látku klesne. Pokud je například deštivé počasí, zvýší se poptávka po deštnících.
- Očekávání zákazníků: Do tohoto faktoru zahrnujeme například očekávání zvýšení ceny (v tomto případě dojde ke zvýšení aktuální poptávky), vykupování zásob před příchodem hurikánu apod. Stejně tak sem patří očekávání zahájení prodeje nového typu mobilního telefonu, který bude mít mnohem lepší parametry než dosud prodávaný telefon (poptávka po starším typu klesne, protože se mnoho zákazníků rozhodne vyčkat na začátek prodeje nového modelu).
- Počet zákazníků na trhu: Přímý vliv na poptávku po produktu má velikost trhu. Například prodejna pizzy situovaná poblíž univerzity bude mít během semestru větší poptávku (a tudíž i tržby) než o letních prázdninách.

## Dělení poptávky
- Agregátní poptávka (celková) – je to poptávka všech kupujících po všech druzích výrobků. Používaná v makroekonomii. Spolu s agregátní nabídkou se na základě ní posuzuje rovnováha na trhu
- Tržní poptávka (dílčí) – poptávka všech zákazníků po konkrétním výrobku
- Individuální poptávka – poptávka jednoho kupujícího po konkrétním výrobku[4]

## Poptávka po výrobních faktorech
Poptávka po výrobních faktorech není motivována uspokojením osobních potřeb, ale potřebou získat zdroje pro výrobu. Poptávku tedy nelze vysvětlovat teorií užitečnosti. V tomto případě je cílem maximalizace zisku a poptávky po jednotlivých faktorech bývají vzájemně silně propojeny. Velikost poptávky na trzích výrobních faktorů je zpravidla větší vzhledem k obchodovanému objemu a také bývá v daleko větší míře ovlivňována politickými vlivy. Cenová pružnost poptávky po výrobních faktorech je známa jako poměr procentuální změny poptávaného objemu k odpovídající změně ceny. Tato veličina může být ovlivňována vícero faktory, mezi které řadíme:
- Cenová pružnost poptávky po finálním výrobku – čím je poptávka po daném finálním výrobku pružnější, tím je i pružnější poptávka po odpovídajícím výrobním faktoru.
- Existence substitutů – čím je substitut zaměnitelnějším, tím je i pružnější poptávka jak po výrobním faktoru, tak i po daném substitutu.
- Podíl výrobního faktoru na výrobních nákladech finálního výrobku – cenová pružnost poptávky se odráží ve velikosti podílu nákladů na pořízení daného výrobního faktoru a výrobních nákladech na finální výrobek.
- Čas – čím delší je období, tím je cenová poptávka pružnější.

Poptávka po půdě je speciálním výrobním faktorem, jehož objem je limitován a změna této poptávky je odpovídající změně ceny a následně i výnosu neboli pozemkové renty půdy. Na trhu práce je nositelem výrobního faktoru člověk a cenou tohoto výrobního faktoru je mzda. Tak jako u ostatních výrobních faktorů je poptávka po práci dána poměrem mezních nákladů na práci a mezního produktu práce. Zároveň je třeba vzít v úvahu, že poptávka po práci je odvozenou a určovanou poptávkou po statcích, které tato práce vyprodukovala. U převisu poptávky nad nabídkou na trhu práce při dané úrovni mzdy vyšší než rovnovážná vzniká přírůstek nezaměstnanosti. Na trhu kapitálu, který chápeme jako součást širšího trhu peněz, je obdobně určována poptávka porovnáním mezních nákladů na kapitál s příjmem z mezního produktu kapitálu a je odvozena od poptávky po statcích, ke kterým bylo využito daného kapitálu. U převisu poptávky nad nabídkou na trhu kapitálu při úrovni úrokové míry vyšší než je rovnovážná vzniká přebytek úspor a naopak u nižší úrovně úrokové míry než je rovnovážná dochází ke vzniku nedostatku úspor.

## Poptávka na internetu
Sdružování poptávek po zboží či službách lze najít také na internetu. Místa, která ke sdružování jednotlivých poptávek uživatele internetu slouží, se nazývají tzv. poptávkové systémy.